# Argenta (Illinois)
Argenta és una població dels Estats Units a l'estat d'Illinois. Segons el cens del 2000 tenia 921 habitants.

## Demografia
Segons el cens del 2000, Argenta tenia 921 habitants, 372 habitatges, i 273 famílies. La densitat de població era de 635 habitants/km².
Dels 372 habitatges en un 35,2% hi vivien nens de menys de 18 anys, en un 59,7% hi vivien parelles casades, en un 10,2% dones solteres, i en un 26,6% no eren unitats familiars. En el 24,7% dels habitatges hi vivien persones soles l'11% de les quals corresponia a persones de 65 anys o més que vivien soles. El nombre mitjà de persones vivint en cada habitatge era de 2,48 i el nombre mitjà de persones que vivien en cada família era de 2,96.
Per edats la població es repartia de la següent manera: un 26,5% tenia menys de 18 anys, un 8,4% entre 18 i 24, un 30,1% entre 25 i 44, un 22,3% de 45 a 60 i un 12,8% 65 anys o més.
L'edat mediana era de 37 anys. Per cada 100 dones de 18 o més anys hi havia 94,5 homes.
La renda mediana per habitatge era de 42.315 $ i la renda mediana per família de 49.028 $. Els homes tenien una renda mediana de 37.917 $ mentre que les dones 23.214 $. La renda per capita de la població era de 18.154 $. Aproximadament l'1,9% de les famílies i el 3,7% de la població estaven per davall del llindar de pobresa.

## Poblacions més properes
El següent diagrama mostra les poblacions més properes.